# Metropolitano de Sydney
O Metro de Sydney (português europeu) ou Metrô de Sydney (português brasileiro) é um sistema de metro completamente automatizado que opera em Sydney, Nova Gales do Sul, Austrália. Foi inaugurado em maio de 2019, e consiste atualmente de uma linha com 13 estações e 36 km de extensão. O sistema é operado pela Metro Trains Sydney.
Na primeira fase, o metro opera entre as estações de Tallawong e Chatswood. Os trabalhos de construção da segunda linha começaram, e incluem a construção de um túnel por baixo da Baía de Sydney e do Centro de Sydney para ligar o sistema à estação de Bankstown através da Linha de Bankstown. A conclusão das obras está prevista para 2024.
Sydney foi a primeira cidade australiana a construir um metro, depois do cancelamento do projeto de 2008.

## Estações
| Nome                 | Linha               | Abertura            | Áreas servidas      | Outras linhas          |                     |
| Tallawong–Chatswood  | Tallawong–Chatswood | Tallawong–Chatswood | Tallawong–Chatswood | Tallawong–Chatswood    | Tallawong–Chatswood |
| -------------------- | ------------------- | ------------------- | ------------------- | ---------------------- | ------------------- |
| Tallawong            | Northwest           | 2019                | Rouse Hill          |                        |                     |
| Rouse Hill           | Northwest           | 2019                | Rouse Hill          |                        |                     |
| Kellyville           | Northwest           | 2019                | Kellyville          |                        |                     |
| Bella Vista          | Northwest           | 2019                | Bella Vista         |                        |                     |
| Norwest              | Northwest           | 2019                | Norwest             |                        |                     |
| Hills Showground     | Northwest           | 2019                | Castle Hill         |                        |                     |
| Castle Hill          | Northwest           | 2019                | Castle Hill         |                        |                     |
| Cherrybrook          | Northwest           | 2019                | Cherrybrook         |                        |                     |
| Epping               | Epping–Chatswood    | 1900                | Epping              |                        |                     |
| Macquarie University | Epping–Chatswood    | 2009                | Macquarie Park      |                        |                     |
| Macquarie Park       | Epping–Chatswood    | 2009                | Macquarie Park      |                        |                     |
| North Ryde           | Epping–Chatswood    | 2009                | North Ryde          |                        |                     |
| Chatswood            | Epping–Chatswood    | 1890                | Chatswood           | (apenas hora de ponta) |                     |

## Galeria

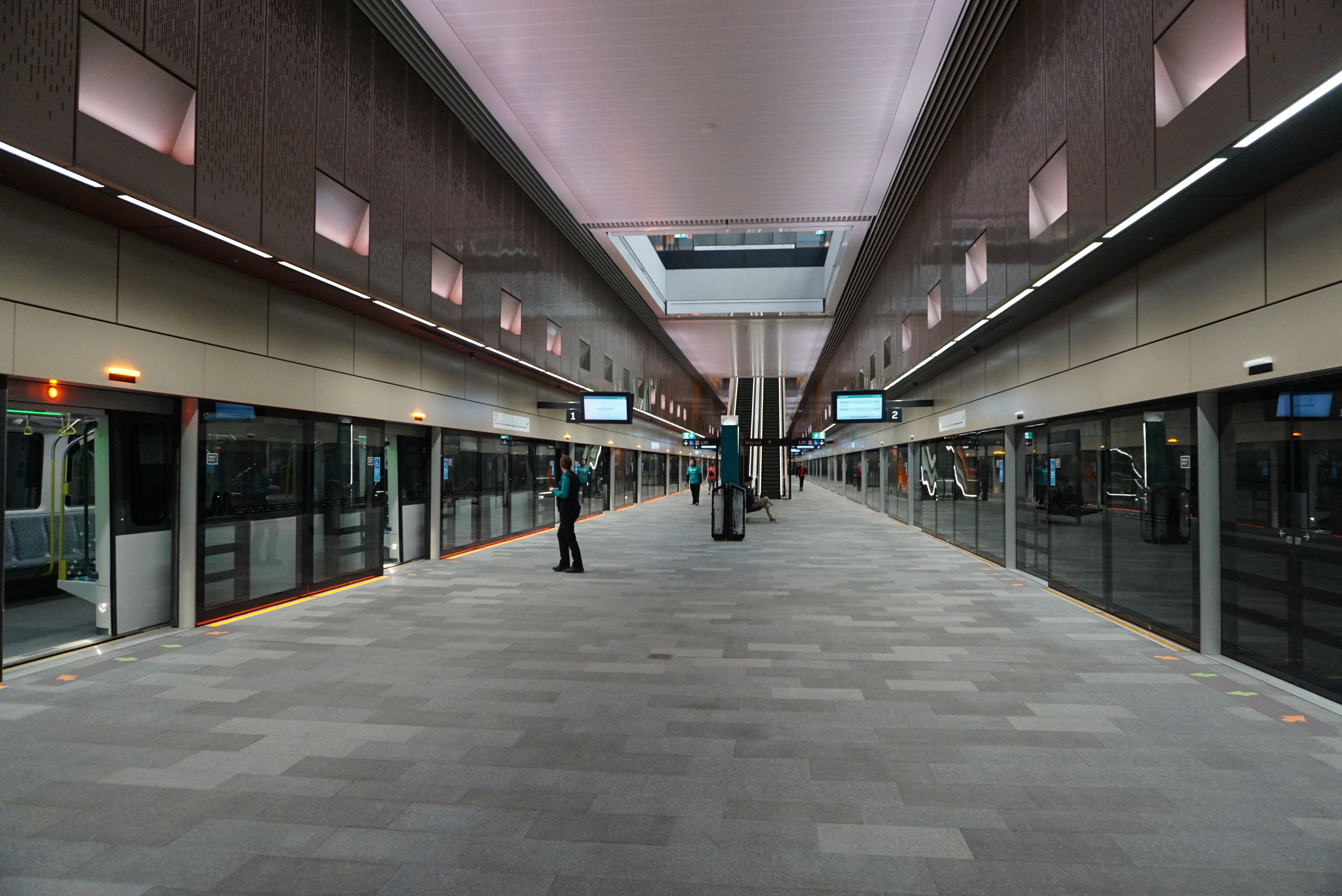
Estação Castle Hill
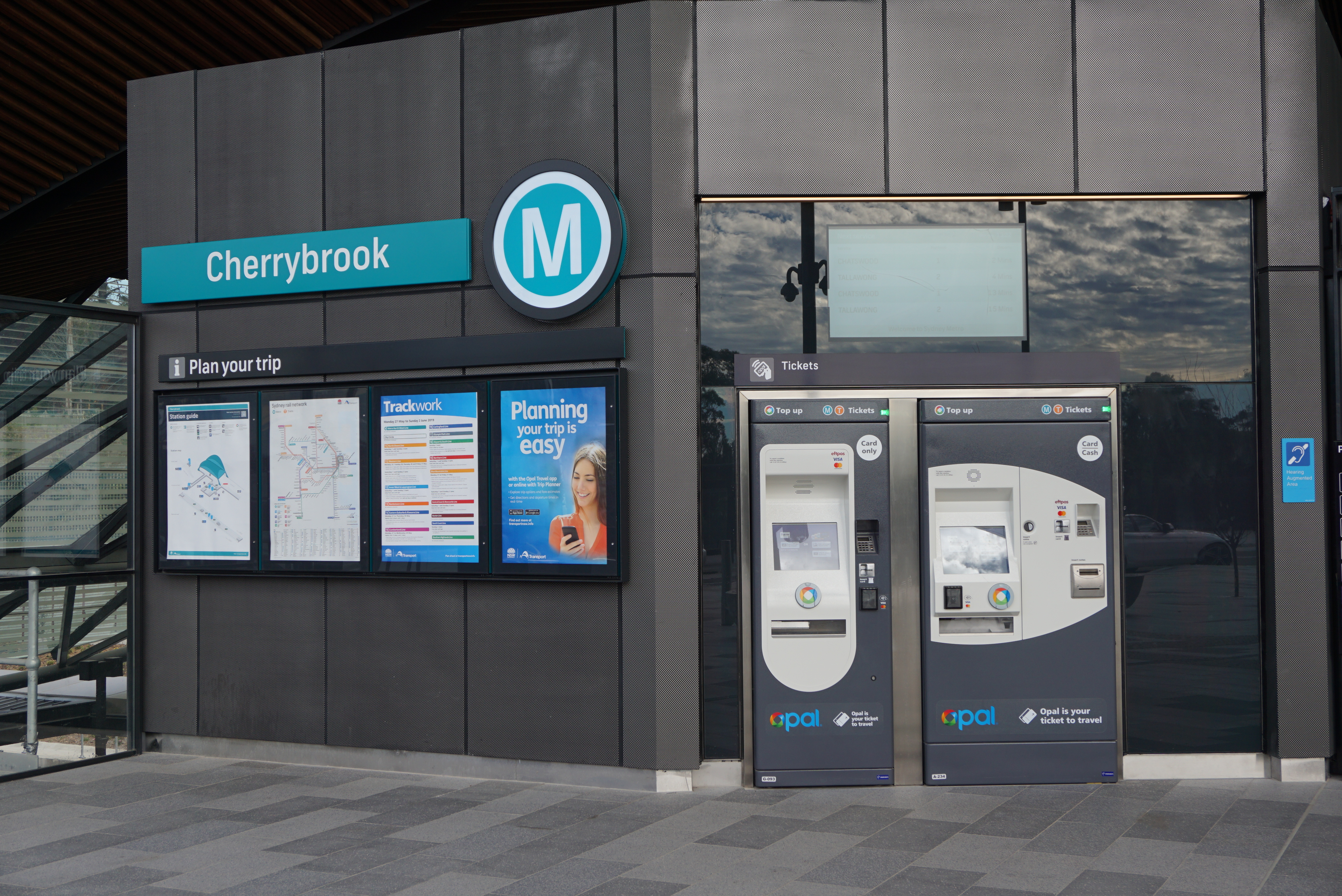
Composição a entrar na estação Cherrybrook
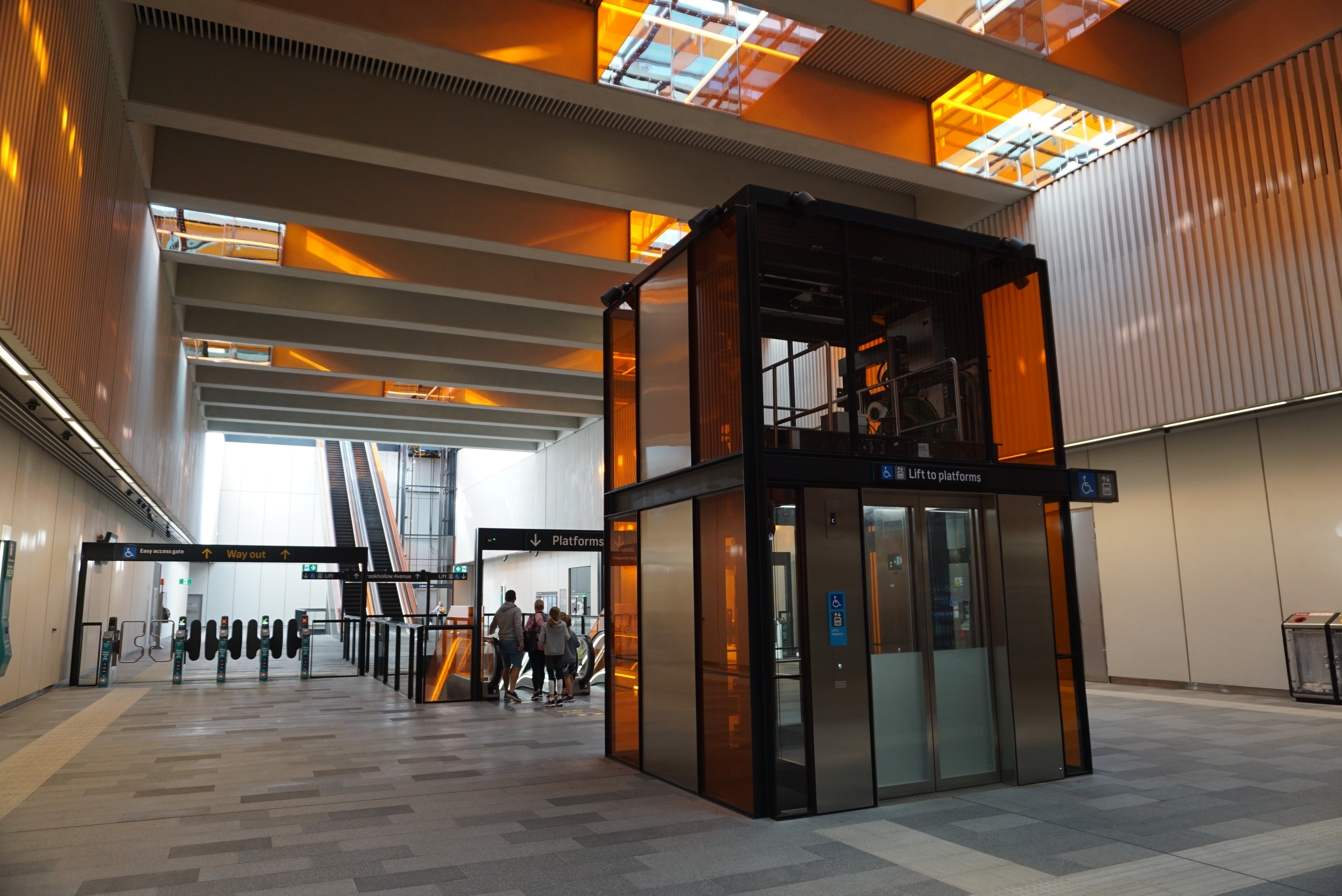
Entrada de Castle Hill
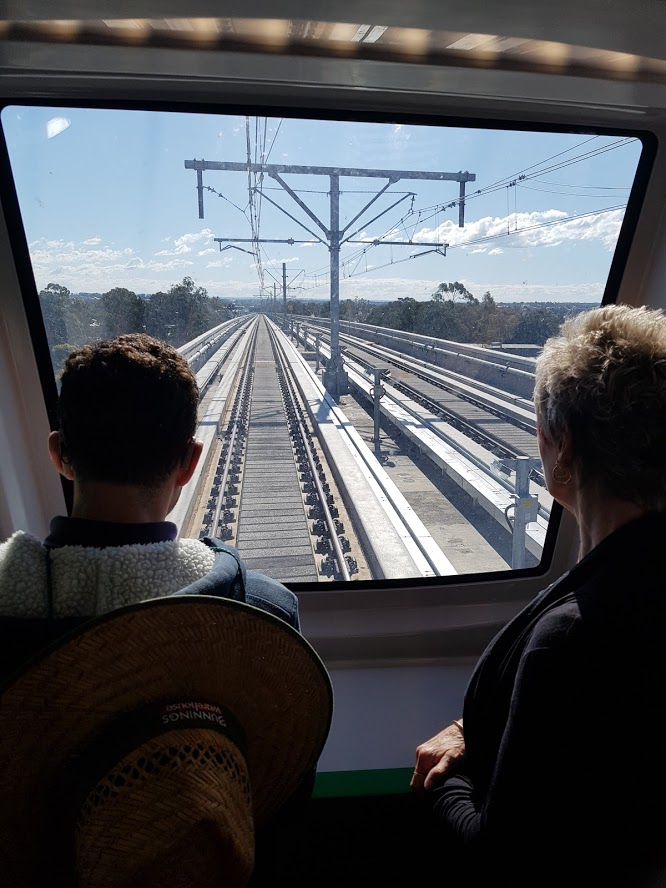
Vista de uma composição
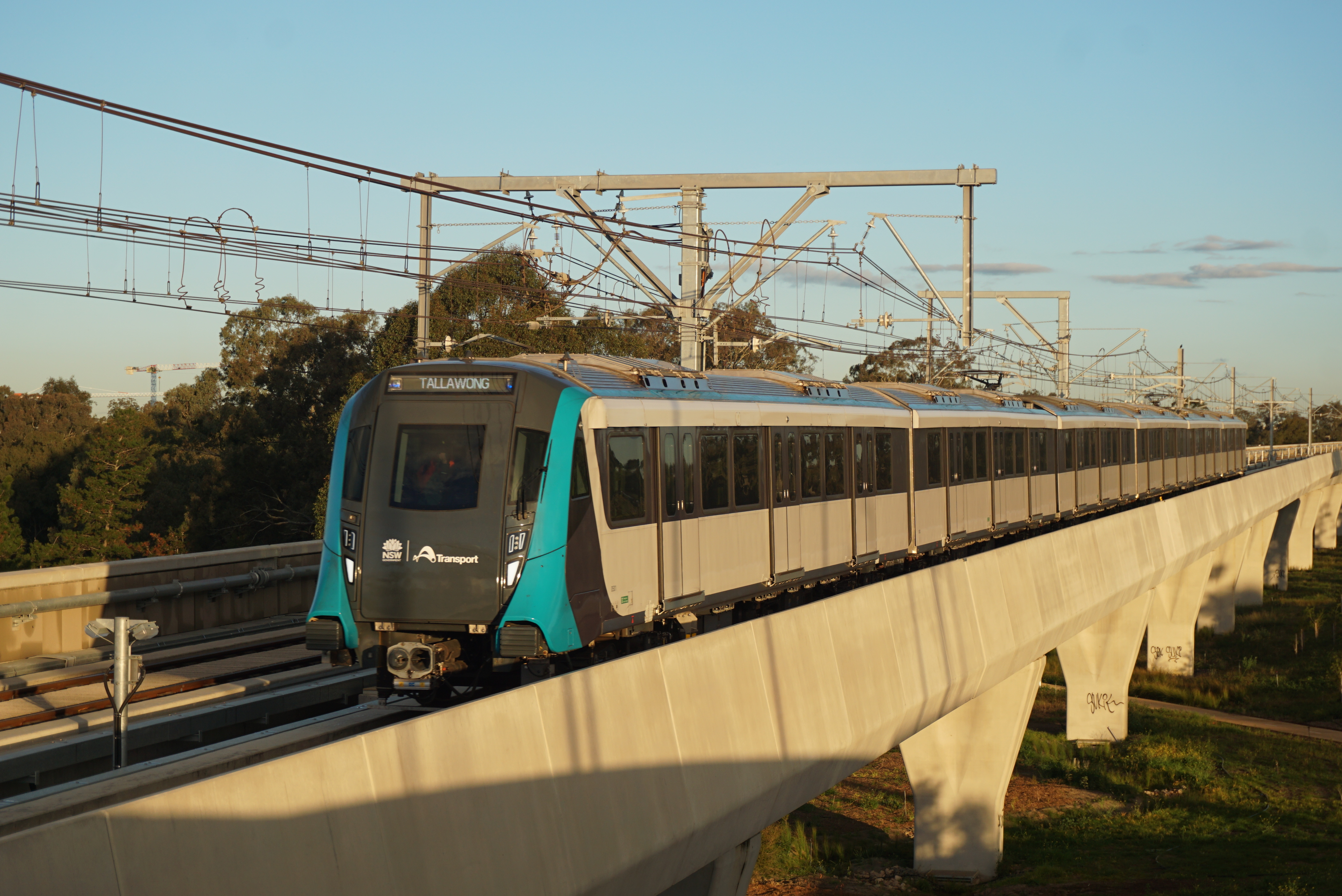
Composição a entrar em Kellyville
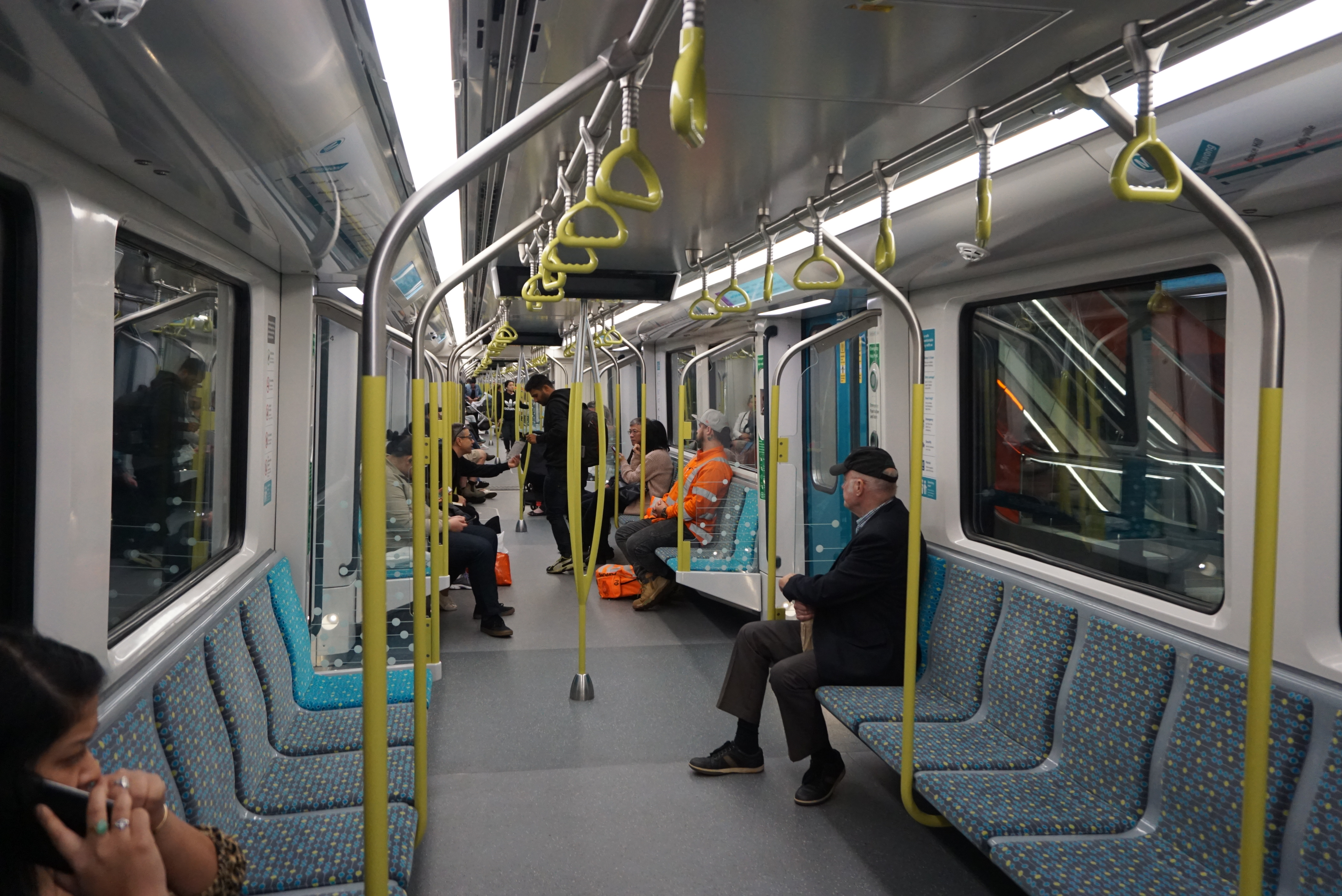
Interior do metro
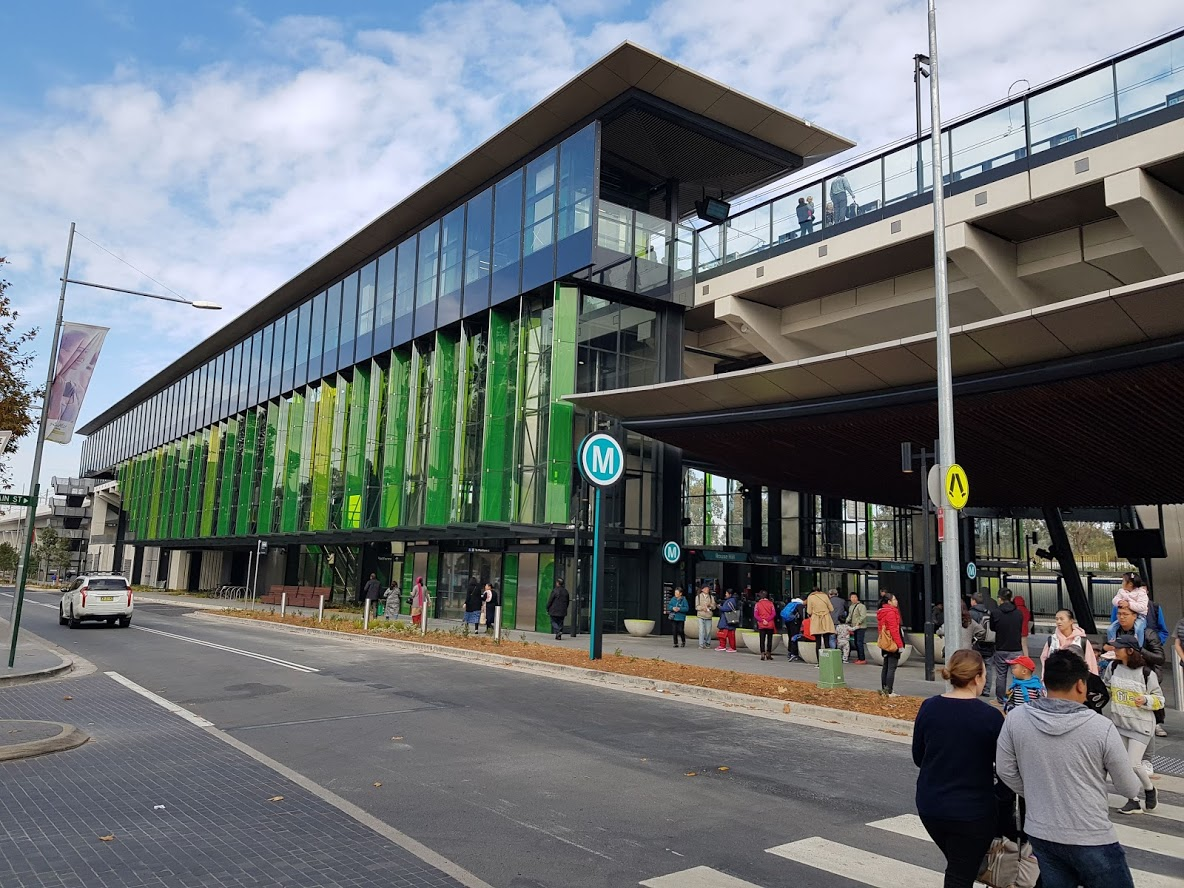
Estação Rouse Hill
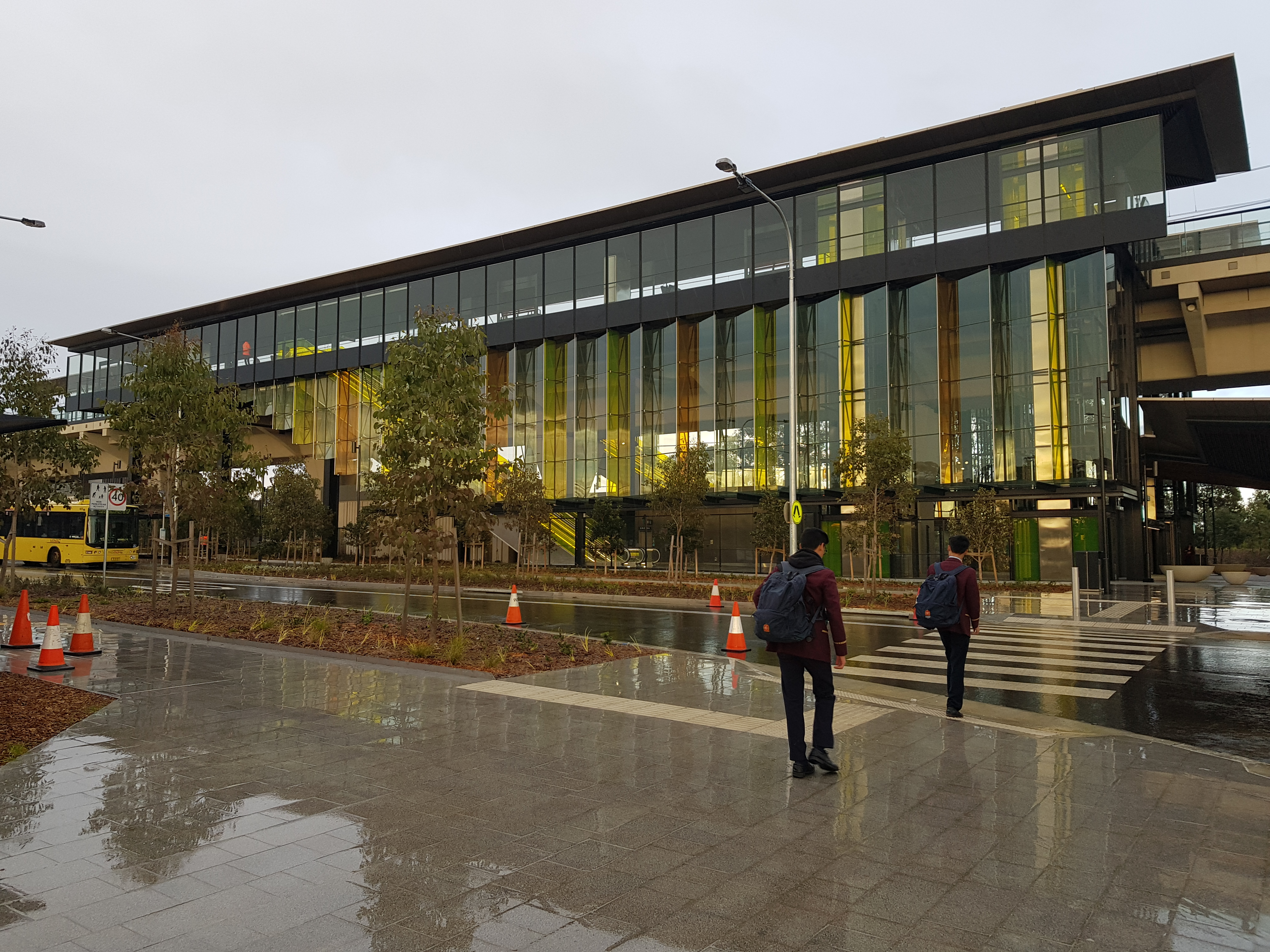
Estação Kellyville